# العلاقات المغربية الباهاماسية
العلاقات المغربية الباهاماسية هي العلاقات الثنائية التي تجمع بين المغرب وباهاماس.

## مقارنة بين البلدين
هذه مقارنة عامة ومرجعية للدولتين:
| وجه المقارنة                                              | المغرب                                 | باهاماس      |
| --------------------------------------------------------- | -------------------------------------- | ------------ |
| المساحة (كم2)                                             | 710.85 ألف                             | 13.88 ألف    |
| عدد السكان (نسمة)                                         | 36.07 مليون                            | 395.36 ألف   |
| الكثافة السكانية (ن./كم²)                                 | 50.74                                  | 28.48        |
| العاصمة                                                   | الرباط                                 | ناساو        |
| اللغة الرسمية                                             | اللغة العربية، أمازيغية معيارية مغربية | لغة إنجليزية |
| العملة                                                    | درهم مغربي                             | دولار بهامي  |
| الناتج المحلي الإجمالي (بليون دولار)                      | 109.14 مليار                           | 12.16 مليار  |
| الناتج المحلي الإجمالي (تعادل القوة الشرائية) بليون دولار | 274.06 مليار                           | 8.92 مليار   |
| الناتج المحلي الإجمالي الاسمي للفرد دولار أمريكي          | 2.88 ألف                               | 22.82 ألف    |
| الناتج المحلي الإجمالي للفرد دولار أمريكي                 | 7.49 ألف                               |              |
| مؤشر التنمية البشرية                                      | 0.628                                  | 0.790        |
| رمز المكالمات الدولي                                      | +212                                   | +1242        |
| رمز الإنترنت                                              | .ma                                    | .bs          |
| المنطقة الزمنية                                           | ت ع م+01:00                            | 00           |

## منظمات دولية مشتركة
يشترك البلدان في عضوية مجموعة من المنظمات الدولية، منها:
| علم المنظمة | اسم المنظمة                               | تاريخ انضمام المغرب | تاريخ انضمام باهاماس |
| ----------- | ----------------------------------------- | ------------------- | -------------------- |
|             | مؤسسة التنمية الدولية                     | 29 ديسمبر 1960      | 23 يونيو 2008        |
|             | يونسكو                                    | 7 نوفمبر 1956       | 23 أبريل 1981        |
|             | وكالة ضمان الاستثمار متعدد الأطراف        | 17 سبتمبر 1992      | 4 أكتوبر 1994        |
|             | الأمم المتحدة                             | 12 نوفمبر 1956      | 18 سبتمبر 1973       |
|             | الفريق المعني برصد الأرض                  | ?                   | ?                    |
|             | الاتحاد البريدي العالمي                   | ?                   | ?                    |
|             | البنك الدولي للإنشاء والتعمير             | 25 أبريل 1958       | 21 أغسطس 1973        |
|             | الاتحاد الدولي للاتصالات                  | 1 نوفمبر 1956       | 19 أغسطس 1974        |
|             | منظمة حظر الأسلحة الكيميائية              | ?                   | ?                    |
|             | مؤسسة التمويل الدولية                     | 30 أغسطس 1962       | 8 ديسمبر 1986        |
|             | المركز الدولي لتسوية المنازعات الاستشارية | 10 يونيو 1967       | 18 نوفمبر 1995       |
|             | منظمة الشرطة الجنائية الدولية             | ?                   | ?                    |

## وصلات خارجية
- موقع وزارة الخارجية المغربية